# Filonardi (famiglia)

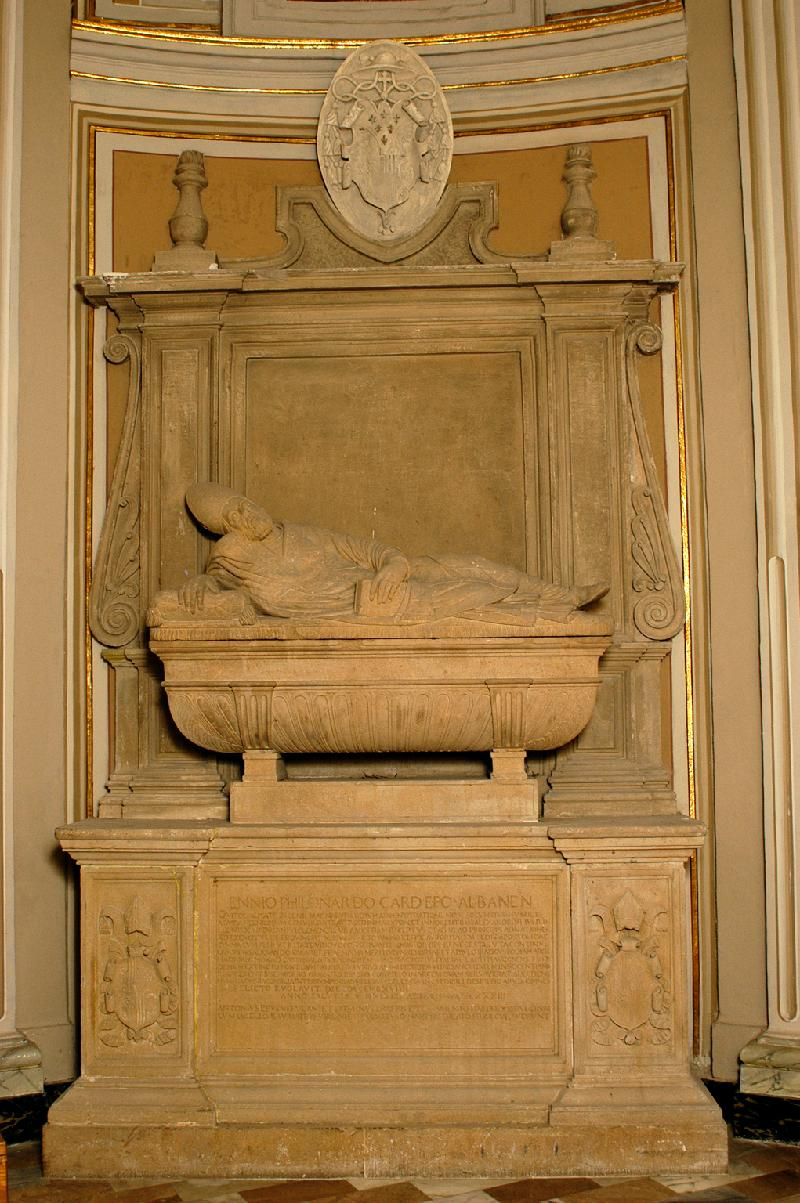
Monumento sepolcrale del cardinale Ennio Filonardi (1550), di scuola romana, sito nella chiesa di San Michele Arcangelo di Boville Ernica, nel frusinate.

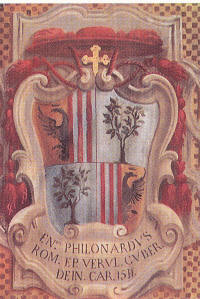
Stemma: Inquartato, nel primo e quarto partito, d'oro all'aquila imperiale uscente dalla partizione, d'azzurro a due pali d'oro; nel secondo e nel terzo di rosso alla quercia d'oro con i rami passati in doppia croce di Sant'Andrea; sormontato dalla croce e galero cardinalizio.

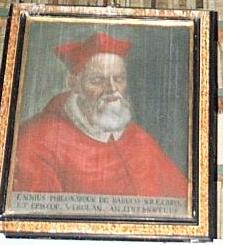
Ritratto del cardinale Ennio Filonardi.

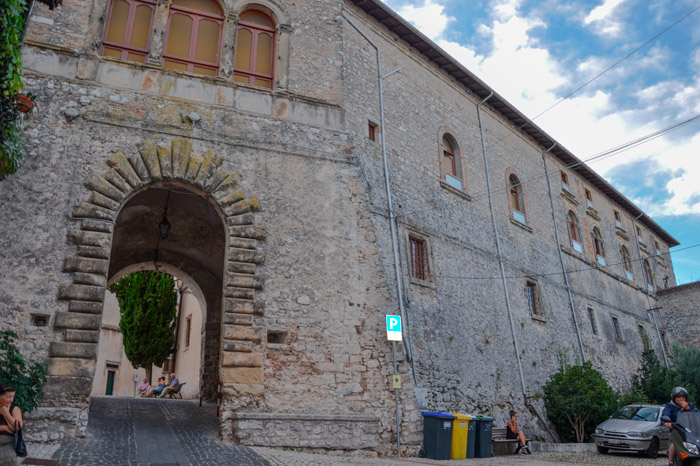
Entrata principale del Castello Filonardi, Boville Ernica.

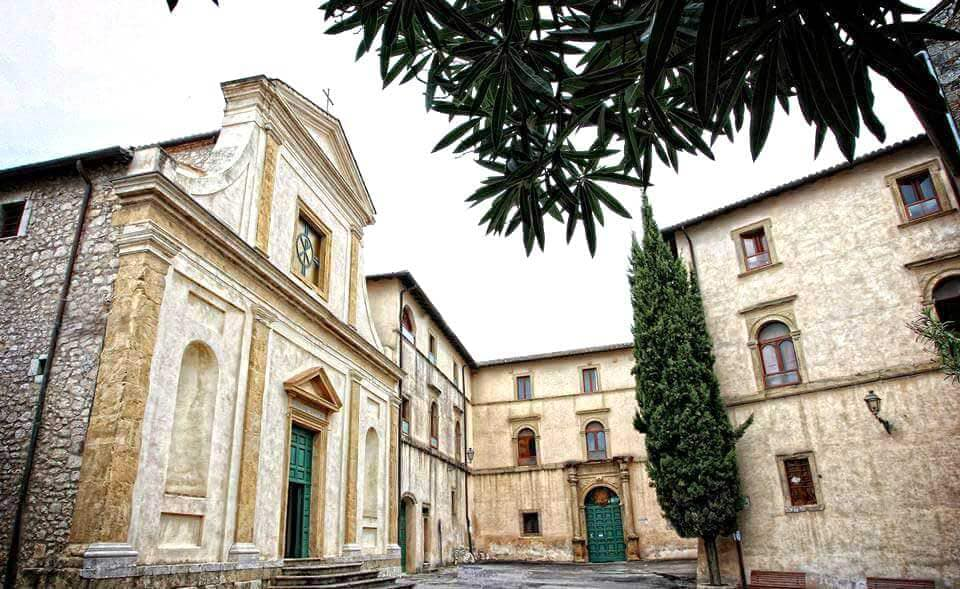
Corte interna del Castello Filonardi con annessa chiesa di San Pietro Ispano, Boville Ernica.

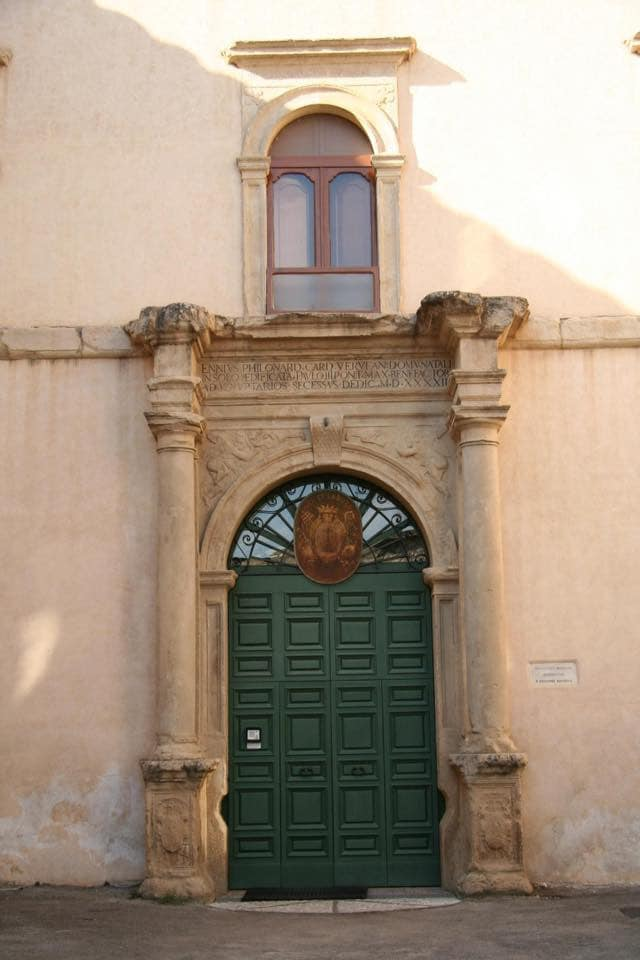
Portale interno della corte del castello Filonardi.Attualmente questa corte è denominata Piazza San Pietro.Da questo portale, attualmente sede del monastero Benedettino, si accede agli alloggi.L'epigrafe di questo artistico portale realizzato dall'architetto Jacopo Barozzi detto il Vignola, recita che il castello fu fatto costruire dal cardinale Ennio Filonardi, il quale lo dedicò al pontefice Paolo III, suo benefattore per la sua villeggiatura estiva insieme alla sua corte, (Paolo III Farnese, fu il papa che elevò a rango di cardinale nel 1536 Ennio Filonardi). Così dal epigrafe: ENNIVS PHILONARD. CARD. VERVLAN: DOMV. NATALI IN SOLO AEDIFICA. PAVLO III PONT. MAX. BENEFACTOR AD VOLVPTARIOS. SECESSVS. DEDIC. M.D.XXXXII.

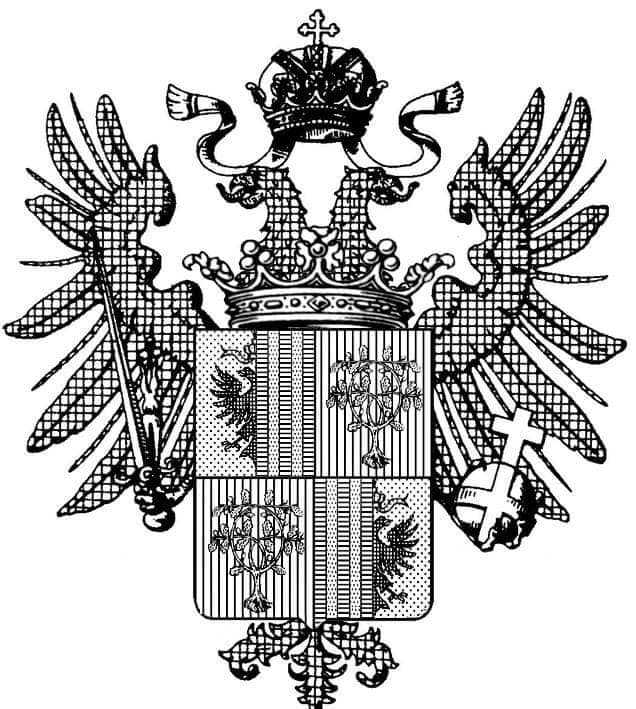
Stemma famiglia Filonardi.

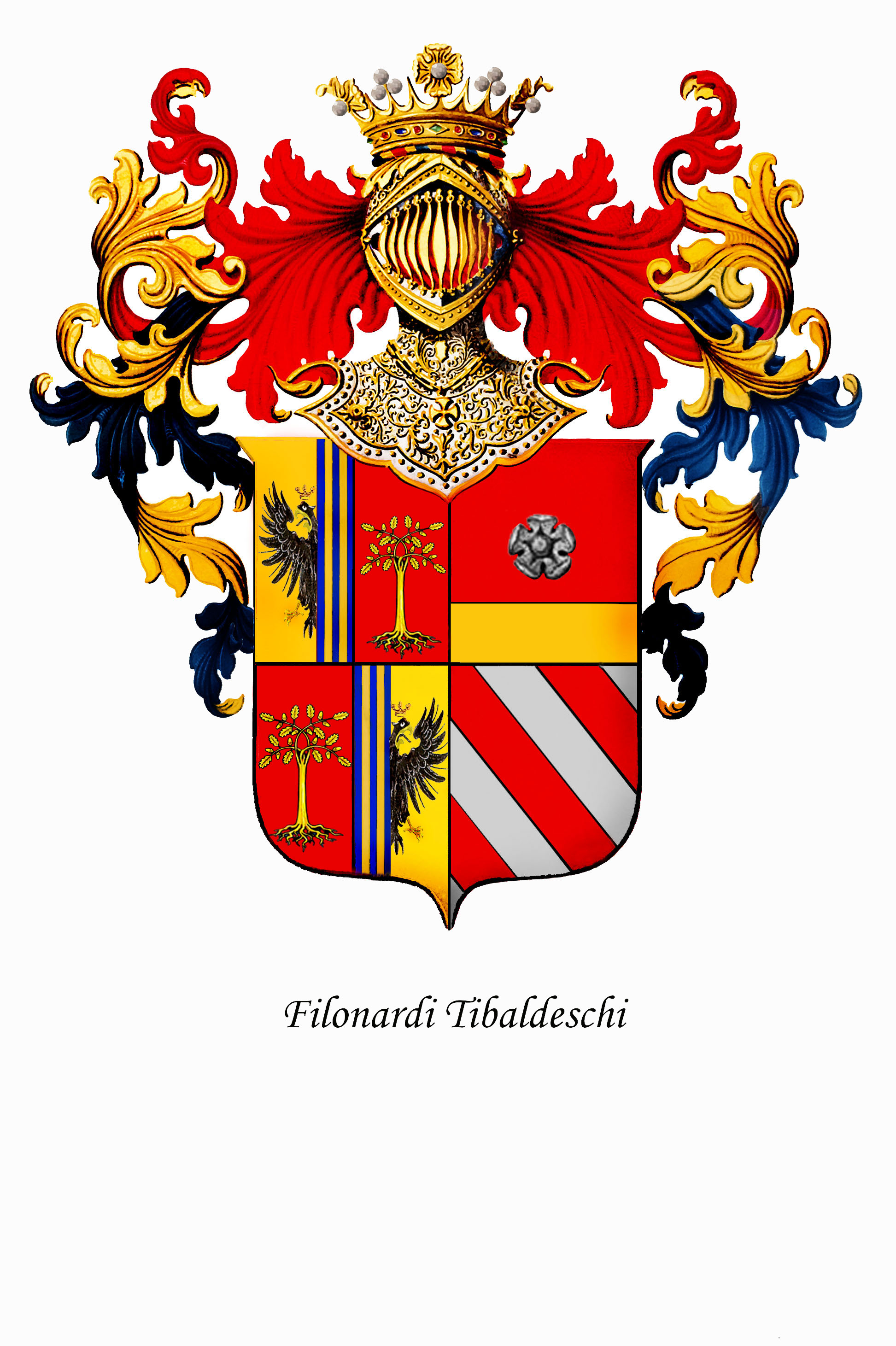
Stemma famiglia Filonardi Tibaldeschi

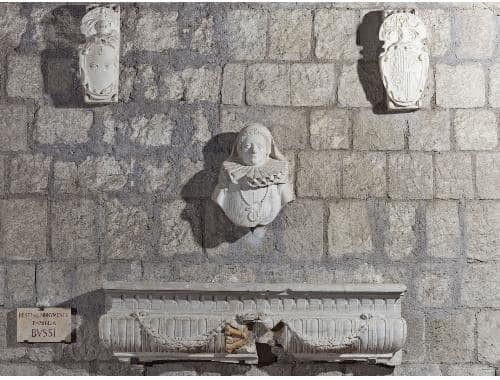
Monumento funebre di Francesca Filonardi, 1611 cappella di Sant'Antonio allora patronato della famiglia dei conti Bussi, chiesa di San Francesco, Viterbo. Francesca era sposata con il conte Giovan Battista Bussi di Viterbo.

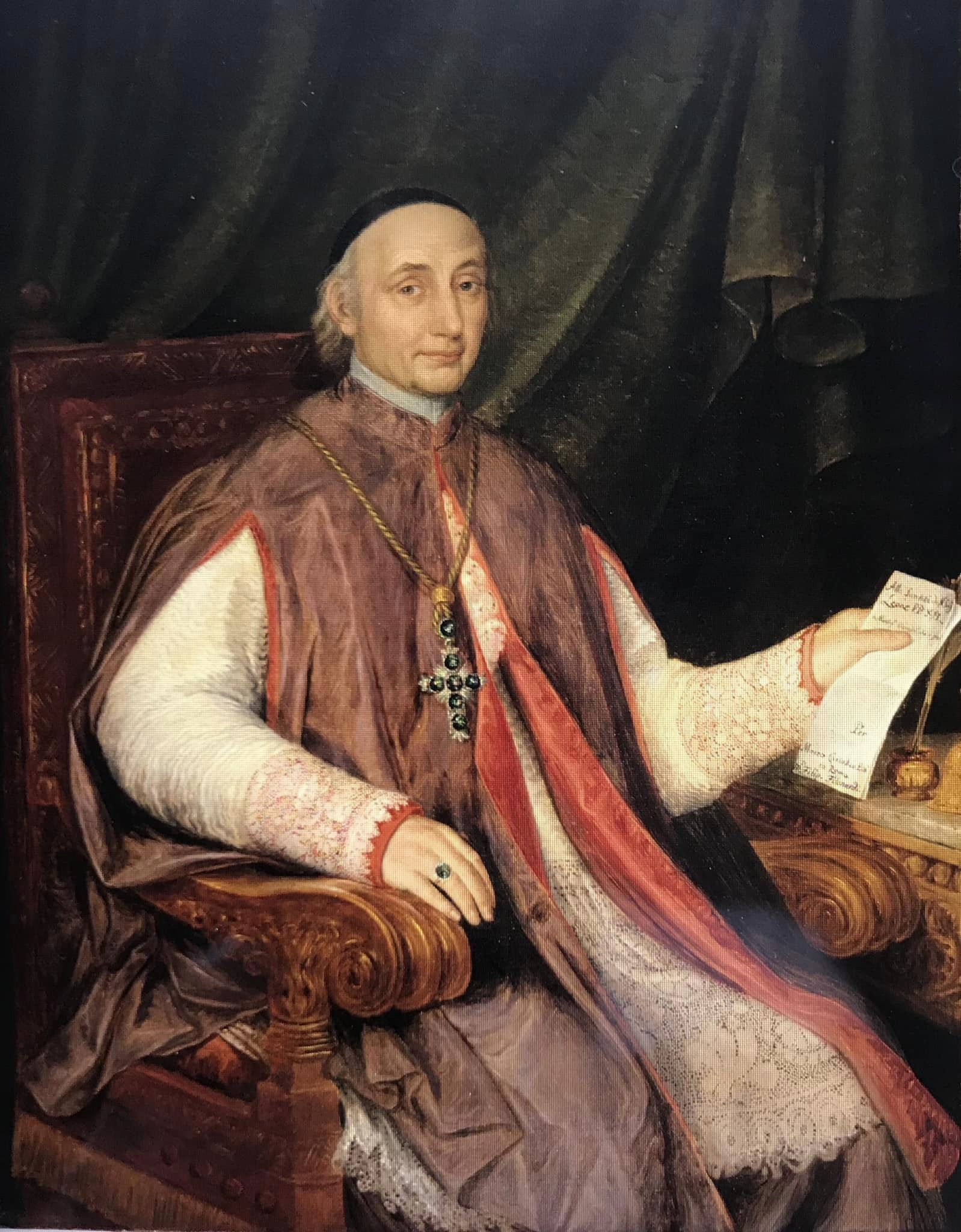
Ritratto del 1826, raffigurante S.E. marchese mons. Filippo Filonardi arcivescovo di Ferrara

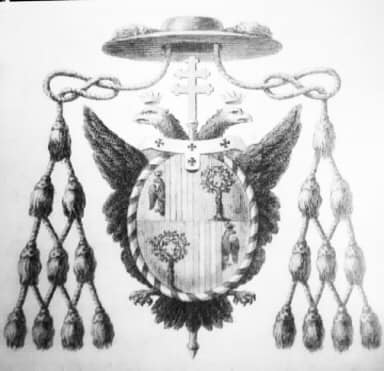
Stemma di S.E. mons. Filippo Filonardi, arcivescovo di Ferrara.

Quella dei Filonardi è una famiglia nobile romana con il titolo di marchese, originaria di Bauco (poi Boville Ernica) diocesi di Veroli e presente a Roma intorno al 1440 con Bartolomeo.

## Storia

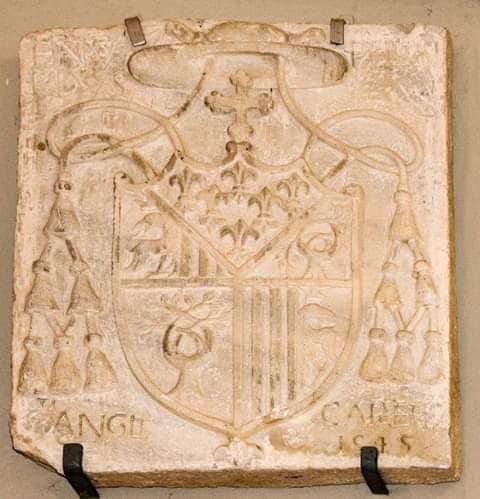
stemma in pietra del 1545, di maestranze marchigiane, raffigurante lo stemma personale del cardinale Ennio Filonardi.

Nel 1746 la famiglia Filonardi rientrò nell'elenco delle 60 famiglie patrizie coscritte romane inserite nel libro d'oro del Campidoglio, in virtù della Bolla (Urbem Romam) emanata da Papa Benedetto XIV, come Patrizi coscritti romani, conservata tra le nobili famiglie di Roma. Quindi patrizi coscritti romani, patrizi di Veroli, di Ferentino, di Frosinone e Anagni.
Alcuni storici sostengono che questa antica famiglia originaria di Bauco discenda da Bartolomeo Filonardi, ufficiale dell'esercito imperiale sceso in Italia dalla Germania, verso il 1347, al seguito dell'imperatore Carlo IV.
Bartolomeo Filonardi, stabilitosi a Bauco, sposò una giovane della famiglia de' Nobili feudataria del paese, da cui nacque: Vellio, nato a Bauco nel 1350, sposò nel 1379 Lucrezia, da cui nacque Bartolomeo, nato a Bauco nel 1380, sposò nel 1410 Porzia, da cui nacque Vellio, nato a Bauco nel 1435, sposò nel 1460 Rita della Sgurgola da cui nacquero Domenico, Giacomo ed Ennio, che diventerà cardinale.
Domenico, nativo di Bauco e abitante ad Isola Liri, sposò Francesca Casalvieri e nel 1543 si trasferì a Ferentino come documentato da un rogito notarile del 1543 del notaio Albertini Mario di Ferentino: "si sono costituiti spontaneamente alla mia presenza Domenico Filonardi di Isola abitante in Ferentino con sua moglie Francesca Casalvieri", da cui nacque Giovanni.
Giacomo, altro fratello del cardinale Ennio I, restò ad abitare a Bauco, sposò la principessa Anna Lucilla Colonna da cui nacquero: Marco Tullio, Antonio, vescovo di Veroli, e Saturno.
Per merito di Ennio I, incominciò l'ascesa sociale della Casata. Fu auditore di Rota Datario di Papa Paolo III e cardinale. Questi pose casa a Roma, circa l'anno 1530, nel Rione di Sant' Eustacchio, dove esisteva il palazzo Filonardi in via dei Barbieri, già via dei Filonardi. Nel 1536 fece costruire a Bauco (attuale Boville Ernica) un interessante castello di famiglia, il quale lo dedicò al pontefice Paolo III, su disegno del Vignola, i lavori terminarono nel 1542, come recita l'epigrafe dell'artistico portale di entrata: ENNIVS PHILONARD. CARD. VERVLAN. DOMV. NATALI IN SOLO AEDIFICATA PAVLO III PONT. MAX BENEFACTORI AD VOLVPTARIOS SECCESSAS DEDIC M.D.XXXXII. cioè: «Ennio Filonardi cardinale verolano dedicò a Paolo III pont. mass. suo benefattore la casa edificata in suolo natale per delizioso soggiorno 1542».
Si deve al cardinale Ennio Filonardi, la ricostruzione della Guardia Svizzera, annientata durante il Sacco di Roma (1527), nel 1542 riuscì a condurre un contingente di 150 svizzeri a Bologna come guardia di palazzo, e nel marzo 1548 la nuova Guardia Svizzera prese servizio a Roma.
Dopo la sua brillante carriera curiale al servizio di ben otto papi, diede allo Stato della Chiesa un gran numero di prelati e funzionari; infatti la famiglia Filonardi si pregia di aver dato alla Santa Romana Chiesa tre cardinali, tre arcivescovi e otto vescovi.
La figura preminente del casato fu Ennio I, cardinale col titolo di sant'Angelo (1536-1549); Filippo I, cardinale col titolo di santa Maria del Popolo (1614-1622); Vincenzo Petra-Filonardi, cardinale e gran Penitenziere (Vincenzo Petra, nipote di Settimia Filonardi duchessa di Vastogirardi rientrò nei beni fidecommessi della famiglia Filonardi, quindi considerato il terzo cardinale della famiglia); Paolo Emilio arcivescovo di Amalfi e nunzio nel Regno di Napoli (1616-1624); Mario, arcivescovo di Avignone e nunzio in Polonia (1624-1644); Filippo II, arcivescovo di Ferrara (1826-1834); Cinzio, vescovo di Terracina (1533-1534); Antonio, vescovo di Veroli (1538-1560); Ennio II, di Narni, vescovo di Montefeltro (1549-1565) nipote del cardinale Ennio, per via femminile.
Il cardinale Ennio I, rinunciò, nel 1549, alla sede di Montefeltro in favore di questo suo nipote). Flaminio, vescovo di Aquino (1579-1608); Ennio III, vescovo di Ferentino (1612-1644); Alessandro, vescovo di Aquino (1615-1645); Pier Francesco, vescovo di Anagni (1646-1662); Marcello, vescovo di Aquino (1655-1690).
La famiglia dei marchesi Filonardi si divide in tre rami, regolati da un fidecommesso interno, voluto dal cardinale Ennio, il quale imponeva alla famiglia che qualora si estinguesse un ramo gli sarebbe succeduto l'altro e così di seguito.
I tre rami della famiglia hanno come capostipiti Domenico, Marco Tullio e Saturno.

### Ramo di Domenico
- Domenico, figlio di Vellio, fratello di Giacomo e del cardinale Ennio, nacque a Bauco, si trasferì ad Isola Liri dove sposò Francesca Casalvieri. Nel 1545 risultava abitante in Ferentino, come si evince da un rogito notarile, assieme a sua moglie Francesca Casalvieri, da cui nacque Giovanni.
- Giovanni, figlio di Domenico e Francesca Casalvieri, nato a Bauco e residente in Ferentino, sp. Angela da cui nacquero Filippo e Cinzio, vescovo di Terracina (1533-1534), pro-legato di Perugia, procuratore di fra Ottaviano di Montenero (Perugia) commendatario della commenda Militensi di San Giacomo in Ferentino (1531); Cinzio fu ucciso a Perugia nel 1534, durante un attentato ordito da Rodolfo Baglioni.
- Filippo, figlio di Giovanni e Angela, sposò Francesca de' Crescenzi da cui nacque Paolo Emilio.
- Paolo Emilio, figlio di Filippo e Francesca de' Crescenzi, nacque a Bauco nel 1515, era pronipote del cardinale Ennio I. Paolo Emilio divenne un personaggio di rilievo; a soli 20 anni fu scrittore apostolico della biblioteca Vaticana e funzionario della segreteria dei Brevi Apostolici. L'ufficio di scrittore apostolico comportava la conoscenza almeno del diritto canonico si deve presumere che Paolo Emilio Filonardi, data la sua giovane età, doveva aver finito gli studi universitari da poco tempo. Paolo Emilio lo troviamo anche nell'elenco dei Tesorieri Generale di Marittima e Campagna, sede questa posta a Ferentino, quindi per motivo di interessi Paolo Emilio, pose casa anche a Ferentino, facendo costruire nel 1550 il palazzo Filonardi, in parrocchia di San Valentino, sito all'incrocio di via Consolare e via Roma e confinante con il palazzo Tibaldeschi. Il palazzo Filonardi, durante la seconda guerra mondiale, fu bombardato e in gran parte distrutto, ricostruito dagli attuali proprietari (Scala-De Simone). Paolo Emilio fu anche segretario particolare del cardinale Gian Pietro Carafa, futuro Papa Paolo IV. Con Paolo Emilio, la presenza dei Filonardi di Bauco a Ferentino è massiccia, ciò si rileva dai molti rogiti notarili stipulati dal 1529 al 1600[8]. Il 27 ottobre 1577, Paolo Emilio, acquista i diritti della cappella intitolata a San Michele Arcangelo posta nella chiesa di San Valentino, così dal rogito: "Il magnifico Paolo Filonardi, avendo acquistato i diritti della cappella di S. Michele Arcangelo dai signori Conti, riceve dal vescovo Aurelio Tibaldeschi la conferma di Tale diritto. Il signor don Flaminio Filonardi a nome del padre accetta tale cappellania e nel medesimo tempo dona ad essa una terra lavorativa, posta nel territorio di Ferentino, nella contrata detta Labrofico, della capacità di tre quarte"[9]. Paolo Emilio sposò Antonina Ferro di Bauco (sorella di Pietro Ferro, canonico della cattedrale di Ferentino[10]), dall'unione nacquero Scipione, Cinzia, e Flaminio, vescovo di Aquino (1579-1608). Questi nacque a Bauco il 13 dicembre 1541, divenne in giovane età storico e scrittore della Biblioteca Vaticana. Altri figli di Paolo Emilio e Antonina Ferro furono: Germanico, Porzia, e Marcello, nato a Bauco nel 1550, assessore e Procuratore fiscale della S. Congregazione del Sant' Uffizio. Tra il 1594 e il 1600 condannò Tommaso Campanella e Giordano Bruno. Secondo alcuni storici Marcello fu vero amico del Papa Paolo V, e da Canonico di San Pietro in Roma, dal 1604, riuscì a far ottenere a tutti i suoi nipoti dignità ecclesiastiche e onori civili. Al momento di morire (1614), chiamò a sé i suoi nipoti ricordò loro tutti i beni ricevuti dalla famiglia Borghese e lasciò tre moniti "timorem Dei, pacem cum omnibus et inter ipsos cordiam"[11].
- Scipione, figlio di Paolo Emilio e Antonina Ferro, sposò Brigida Ambrosi nobildonna di Anagni da cui nacquero: Cinzio, Filippo I, cardinale col titolo di santa Maria del Popolo (1614-1622); Mario, assessore al sant'Uffizio, arcivescovo di Avignone, nunzio in Polonia (1624-1644); Cesare, canonico di san Pietro; Paolo Emilio, assessore al sant'Uffizio, arcivescovo di Amalfi, nunzio nel Regno di Napoli (1616-1624); Alessandro, vescovo di Aquino (1615-1645); Francesca, sposò il conte Giulio Bussi di Viterbo (zio del cardinale Giovanni Battista Bussi); Flaminia sposata con il conte De Gasperis di Veroli.
- Cinzio, figlio di Scipione e Brigida Ambrosi, sposò Dorotea Santori di Caserta (nipote del cardinale Giulio Antonio Santori) da cui nacquero: Antonia, andata in sposa al barone de' Laurentis di Sessa; Giovan Pietro, che sposò Anna d'Anguillara; Flaminio; Scipione e Marcello, vescovo di Aquino (1655-1689).
- Giovan Pietro, figlio di Cinzio, sposò la contessa Anna d'Anguillara, da cui nacquero Filippo, Cinzio, che sposò Olimpia Alberici, e Paolo Emilio.
- Cinzio, figlio di Giovan Pietro e Anna d'Anguillara, sposò Olimpia Alberici, da cui nacquero; Scipione, che sposò Costanza Gottifredi, Teresa, monaca, Mario, Canonico di San Giovanni, e Anna Maria, monaca, Cinzio morì nel
- Scipione, figlio di Cinzio e Olimpia Alberici, nacque a Roma nel 1723 e ivi morì nel 1786. Divenne Governatore delle Armi di Marittima e Campagna e nel 1752 figura nell'elenco dei Sindaci di Roma. Rientrò anche nell'elenco dei Nobili coscritti romani, elenco limitato solo a sessanta famiglie Romane. Sposò la nobildonna romana Costanza Gottifredi da cui nacque Filippo arcivescovo di Atene e Elemosiniere di Sua Santità Papa Leone XII (1823- 1826), arcivescovo di Ferrara e assistente al Soglio Pontificio (1826-1834). Con la morte del marchese Filippo Filonardi arcivescovo di Ferrara, avvenuta nel 1834, si estinse il ramo di Domenico.

### Ramo di Saturno
- Saturno, figlio di Giacomo e Anna Colonna, nacque a Bauco e sposò Lucrezia Palmisani, da cui nacquero Silvio, che sposò Cinzia Filonardi (figlia di Paolo Emilio e Antonina Ferro del ramo di Domenico); Vellio e Filippo.
- Silvio, figlio di Saturno, sposò Cinzia Filonardi (figlia di Paolo Emilio, del ramo di Domenico, e Antonina Ferro), da cui nacquero: Ennio, vescovo di Ferentino (1612-1644); Germanico, Ottavio, e Costanza sposata con il barone Aliprandi.
- Germanico, figlio di Silvio e Cinzia, sposò la nobildonna romana Lucrezia Cenci da cui nacquero Giacomo; Pier Francesco vescovo di Anagni (1634-1662); G. Battista; Settimia e Faustina. Giacomo sposò la principessa Anna Lucilla (figlia di Marco Colonna); G. Battista rimase scapolo; Settimia, sposò il duca Vincenzo Petra da cui nacque Carlo, padre del cardinale Vincenzo Petra, gran penitenziere morto nel 1747 e considerato il terzo cardinale della famigli Filonardi, e Faustina che vesti l'abito monastico.
- Giacomo, figlio di Germanico e Lucrezia Cenci, sposò la principessa Anna Lucilla Colonna, da cui nacquero Mario e Settimia.
- Mario, figlio di Giacomo e della principessa Anna Lucilla Colonna (figlia di Marco), sposò Felice Colonna; questi non ebbero prole, quindi con la morte di Mario avvenuta nel 1670 cessò il ramo di Saturno. Il ramo di Marco Tullio, andò a sostituire il ramo di Saturno estintosi nel 1677 (fidecommesso famiglia Filonardi). Fin dai tempi del cardinale Ennio si stabilì in Veroli, nel palazzo di famiglia, Marco Tullio Filonardi suo nipote che per testamento del porporato ereditò ogni cosa per essersi estinto il ramo detto di Saturno Filonardi di Bauco[12].

### Ramo di Marco Tullio
- Marco Tullio, figlio di Giacomo, nacque a Bauco, nel 1490, fu fratello di Antonio vescovo di Veroli e di Saturno, si trasferì a Veroli nel palazzo di famiglia. Ebbe i figli: Giovanni Maria; Fulvio abate commendatario di Casamari e Marco Antonio, i quali divennero i capostipiti dei due rami della famiglia Filonardi di Veroli; il ramo di Giovanni Maria e il ramo di Marco Antonio. Quello di Giovanni Maria si estinse nella metà del XVIII secolo con Alfonzo Filonardi, sposato con Giovanna Melloni, da cui nacquero: Teresa, Demetria e Gregoria. Teresa sposò Giulio Cesare Filonardi (figlio di Pietro Emilio della line di Marco Antonio), Demetria sposò il marchese Campanari di Veroli e Gregoria sposò il conte Lucio de' Angelis di Bauco. Il ramo di Marco Antonio (figlio di Marco Tullio), è tuttora presente.

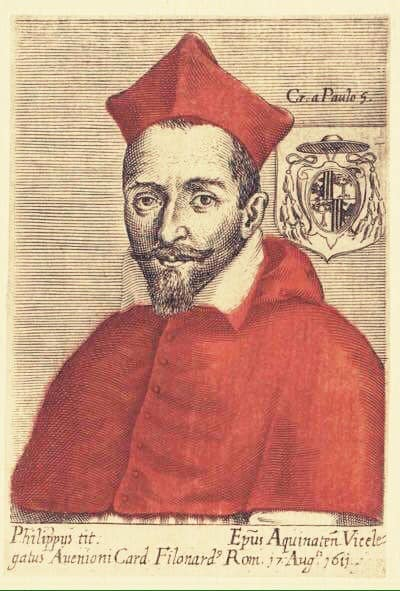
Stampa raffigurante S.E.R. Card. Filippo Filonardi col titolo di Santa Maria del Popolo.

- Stampa raffigurante S.E.R. Card. Filippo Filonardi col titolo di Santa Maria del Popolo.Marco Antonio, figlio di Marco Tullio, nacque a Veroli, sposò Elisabetta Buttacone, da cui nacquero Fulvio, abate della Chiesa di San Pietro Ispano di Bauco e Claudio.
- Claudio, figlio di Marco Antonio, nacque a Veroli, sp. Porzia da cui nacquero Giulio Cesare, e Claudio.
- Giulio Cesare, figlio di Claudio e Porzia, nacque a Veroli, si sposò con Caterina Cocchi da cui nacquero Pietro Emilio e Gregorio, canonico della cattedrale di Veroli.
- Pietro Emilio, figlio di Giulio Cesare e Caterina Cocchi, nacque a Veroli, sposò Ursola Sabbellico da cui nacque Giulio Cesare.
- Giulio Cesare, figlio di Pietro Emilio e Ursola Sabbellico, nacque a Veroli nel 1665, sposò Teresa (figlia di Alfonzo Filonardi del ramo di Giovanni Maria, e di Giovanna Melloni) da cui: Giuseppe, Giovan Battista, Filippo, Domenico, Francesco, Paolo Emilio. Da una sentenza rotale del 1710 veniamo a sapere che Giulio Cesare divenne l'erede sostituto del fu cardinale Ennio Filonardi (fidecommesso famiglia Filonardi).

### Ramo Filonardi Tibaldeschi di Ferentino

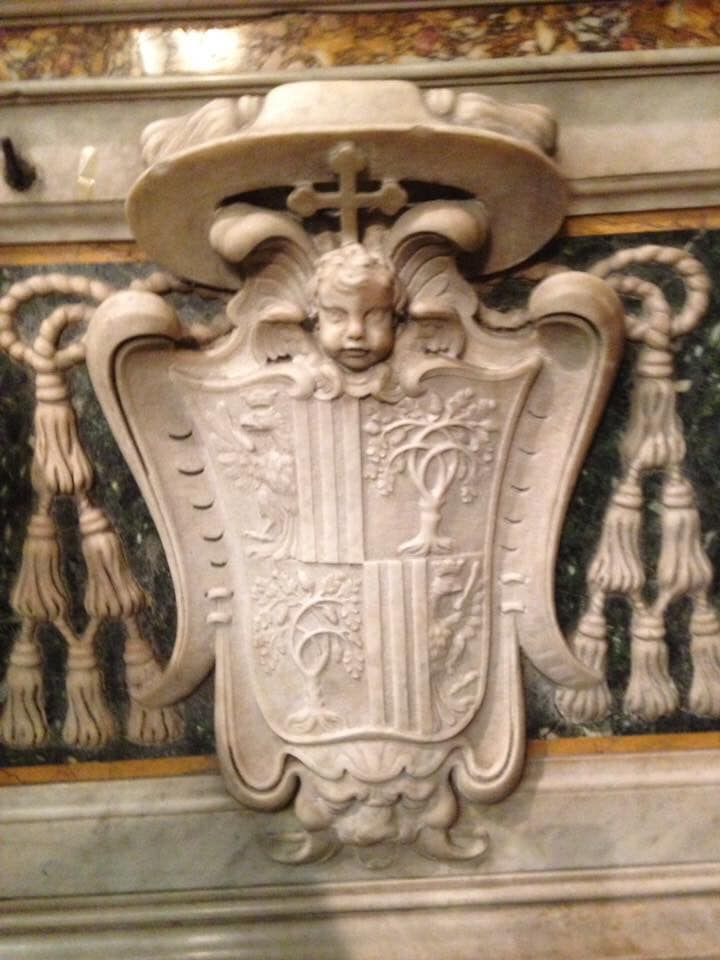
Stemma in marmo della famiglia Filonardi, 1635, Cappella Filonardi, chiesa di San Carlo ai Catinati Roma.

- Francesco (figlio del marchese Giulio Cesare e Teresa), nacque a Veroli nel 1701, sposò nel 1730 la nobildonna Nicolina Ercoli Tibaldeschi (figlia dell'avvocato concistoriale Girolamo Ercoli e Attilia Tibaldeschi, ultima erede dell'antichissimo casato dei Tibaldeschi). Francesco si trasferì a Ferentino, nel 1763 divenne capo conservatore del consiglio comunale[13]. Dal matrimonio tra Francesco e Nicolina nacque: Girolamo, nato a Ferentino nel 1739, il quale secondo la disposizione testamentaria di sua nonna materna Attilia Tibaldeschi, ultima erede dell'antichissimo casato dei Tibaldedschi, volle che il suo unico nipote Girolamo e sua madre Nicolina, fossero gli eredi universali delle tradizioni e beni della famiglia Tibaldeschi, quindi gl'impose di unire al proprio cognome quello dei Tibaldeschi divenendo (Filonardi Tibaldeschi)[14]. Francesco morì nel 1783, e venne tumulato nella cappella gentilizia della famigli Tibaldeschi, posta nella chiesa di San Francesco di Ferentino.
- Girolamo capostipite della famiglia Filonardi Tibaldeschi di Ferentino, figlio di Francesco e Nicolina, nacque a Ferentino nel 1739, studiò a Roma. Finiti gli studi si arruolò nell'esercito pontificio e raggiunse il grado di capitano tenente. Tornato a Ferentino, sposò, in primi voti nel 1759 Rosa Ancarani, nata a Roma nel 1730 e morta nel 1772 a Ferentino, figlia di Carlo nobile del Sacro Romano Impero, da cui: nacquero: Anna e Aurelio. Anna nacque a Ferentino nel 1759 e vi morì nel 1803. Sposò Romualdo Necci, da cui nacquero Domenico e Francesco. Aurelio nacque a Ferentino nel 1763 e vi morì nel 1796. Venne nominato capo conservatore del consiglio comunale di Ferentino nel 1786[15]. Nel 1772 morì la nobildonna romana Rosa Ancarani, moglie di Girolamo, e madre di Anna e Aurelio. Quindi Girolamo sposò, in seconde nozze nel 1773, Saveria Mastrangeli (figlia di Orlando Mastrangeli di Ferentino), nata a Ferentino nel 1745, da cui nacquero Vincenzo, nobile di Ferentino, nato nel 1775 e morto nel 1805; Antonio nobile di Ferentino, nato nel 1776 e morto nel 1831, Giovanni Battista, nobile di Ferentino nato nel 1780 e morto nel 1839 e Anna Gaetana. Di questi tre figli maschi di Girolamo e Saveria Mastrangeli, solo Giovanni Battista ebbe prole. Girolamo morì nel 1785, e venne tumulato nella cappella gentilizia di famiglia posta nella chiesa di San Francesco in Ferentino.

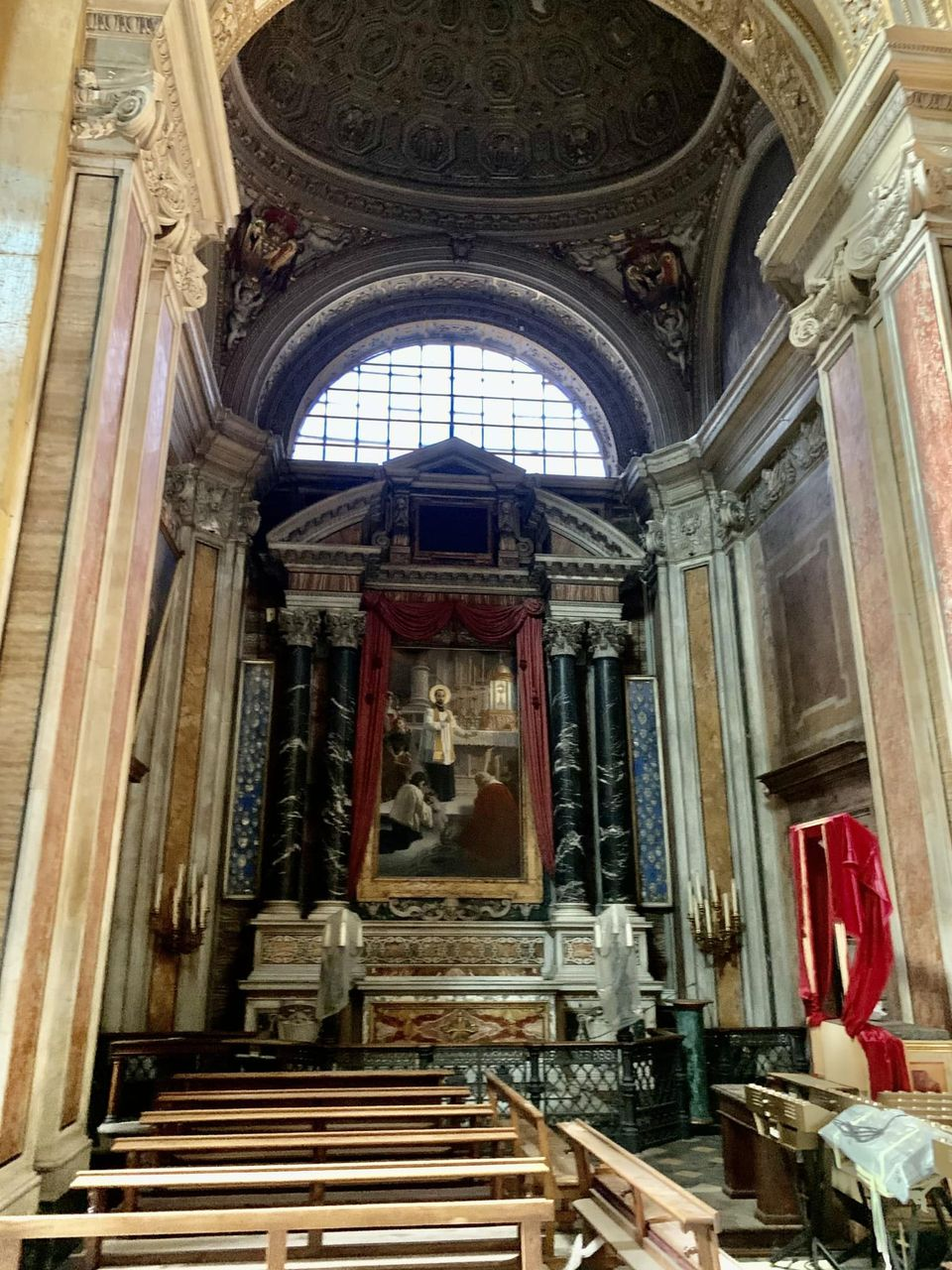
Cappella Filonardi, 1635, Chiesa di San Carlo ai Catinari Roma

- Cappella Filonardi, 1635, Chiesa   di San Carlo ai Catinari Roma Giovanni Battista, figlio di Girolamo e Saveria Mastrangeli, nacque a Ferentino nel 1780 e vi morì nel 1839. Sposò in prime nozze Angela Caliciotti, da cui nacque Luisa, nata a Ferentino nel 1815, che morì lo stesso anno. Nel 1817 mori anche Angela Caliciotti, moglie di Giovanni Battista e nel 1818 questi sposò in seconde nozze nel 1818, Rosalba, da cui nacquero Alessandro e Liborio. Da una ratifica del 1803 circa la donazione dei beni fidecommessi della primogenitura Tibaldeschi, risulta che Giovanni Battista Filonardi Tibaldeschi è l'erede universale di detti beni Fidecommessi, così dal rogito: "In Dei Nomine Ame Anno Domini 1804. Avanti di me notaro e testimoni infrascritti, presente e personalmente l'illustrissimo signore Giovanni Battista Filonardi Tibaldeschi, figlio della buona memoria di Girolamo procreato con Saveria Mastrangeli, seconda moglie, legittimamente di detto Girolamo, di questa città, a me cognito spontaneamente intende col presente atto dichiara di fare per sé e per tutti gli futuri chiamati alla primogenitura Fidecommesso Filonardi Tibaldeschi"[16]. Di questi due figli di Giovan Battista, solo Alessandro ebbe prole. Giovanni Battista morì il 3 novembre 1839 (Liber mortuorum), conservato nella parrocchia di santa Maria Maggiore in Ferentino, così dal certificato di morte: "Anno Domini 1839 Die 3 novembris, Joannes Baptista ex marchionibus Filonardi fil. Hieronymus ex ac civitate et parrocchia. Aetatis sue sexagina circuite anno rum".
- Alessandro, figlio di Giovanni Battista e Rosalba, nacque a Ferentino il 20 aprile 1818 e vi morì nel 1850. Sposò, nel 1839, in prime nozze Anna Maria Collalti, da cui nacquero Ambrogio (1841); Maria (1843); Innocenza (1845); Ambrogio (1848); Nazzarena (1855); Sofia (1858); questi figli avuti da Anna Maria Caliciotti, morirono subito dopo qualche mese dalla loro nascita. Nel 1860 morì anche Anna Maria Caliciotti. Nel 1865 Alessandro sposò in seconde nozze Battista Polletta da cui nacquero Antonio e Maria Luigia. Nel 1850 i fratelli Alessandro e Liborio, vennero nominati eredi dei beni fidecommessi del cardinale Ennio Filonardi, come da un atto di nomina fatta appunto da Alessandro e Liborio fratelli Filonardi Tibaldeschi, in favore dell'abate Tommaso Benedetti di Bauco, come nuovo abate per la Chiesa di San Pietro Ispano (allora giuspatronato della famiglia Filonardi) così dal rogito: "Nel Nome di Dio così sia. Sotto il Pontificato di Nostro Signore Pio Papa Nono. Felicemente Regnante correndo l'Anno quinto. Ratifica di nomina e presentazione all'Abazia vacante di San Pietro Ispano di Bauco fatta dai Signori Alessandro e Liborio fratelli Filonardi Tibaldeschi in persona del reverendo sacerdote D. Tommaso Benedetti di Bauco.

"A di due agosto milleottocento cinquanta Indizione Romana VIII°. Avanti di me Pietro Paolo Crescenzi notaio pubblico di residenza in Veroli avente studio in via la Civetta e dei sottoscritti testimoni aventi le qualità legali presenti e personalmente costituiti i Signori Alessandro e Liborio fratelli Filonardi Tibaldeschi figli del fu Gio. Battista nativi di Ferentino, ed ivi domiciliati e precariamente dimoranti in Veroli cogniti al signor Ignazio Caja uno dei testimoni sottoscritti a me notaio e cognito, i quali previa loro dichiarazione che veduta vacante l'Abazia della venerabile chiesa di San. Pietro Ispano di Bauco di lor Diretto Patronato per rinuncia o rassegna emessa dall'Abate di essa Chiesa signor D. Domenico Filonardi con atto notarile del notaio di Bauco Giovanni Crescenzi registrato a Veroli al vol. 37, fogl. 36, quindi essi Signori costituiti fratelli Filonardi Tibaldeschi, di loro piena libera e spontanea volontà ed in altro miglior modo ecc. dichiarandosi costantemente persistenti nella nomina e presentazione fatta a favore del reverendo sacerdote signor D. Tommaso Benedetti prenominato". In un altro rogito notarile del 21 giugno 1852 (per una vendita di terreno) i fratelli Alessandro e Liborio risultano industriosi, così dal rogito: "In Nome di Dio, del Pontificato di Nostro Signore Papa Pio IX l'Anno VII, Indizione Romana X. Il di poi ventuno giugno mille ottocento cinquantadue.
"Avanti di me Arcangelo Rossi notaio alla residenza di Ferentino, assistito dagli infrascritti testimoni, abili, e cogniti costituiti personalmente li sig. Alessandro, e Liborio germani fratelli Filonardi del fu Giovanni Battista da Ferentino industriosi, quivi domiciliati, e cogniti". Alessandro morì nel 1850, fu tumulato in pubblico cimitero, poiché il decreto di Napoleone in atto vietava la sepoltura nelle chiese.

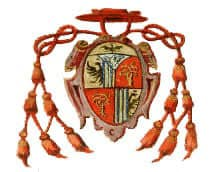
Stemma personale di S.E.R. Card. Filippo Filonardi

- Stemma in marmo della famiglia Filonardi, 1635, Cappella Filonardi, chiesa di San Carlo ai Catinati Roma.Stemma personale di S.E.R. Card. Filippo FilonardiAntonio, figlio di Alessandro e Battista Polletta, nacque a Ferentino, il 13 marzo 1867 e morì nel 1949. Sposò in prime nozze nel 1886, Rosa Calacci da cui nacquero: Pietro, nato a Ferentino nel 1887 e morto nel 1966 in America; Arcangelo, nato a Ferentino nel 1892 e morto nel 1962 in America; Emilia, nata a Ferentino nel 1897 e morta nel 1961 in America; Silvia, nata a Ferentino nel 1904 e morta nel 1905 a Ferentino; Cesare, nato a Ferentino nel 1908 e morto nel 1910 in America; Luigi, nato a Ferentino nel 1908 e morto nel 1980 a Ferentino. Antonio, nel 1909 si era trasferito, con tutta la sua famiglia, negli Stati Uniti d'America (Pennsylvania, Filadelfia). Stabilitosi li per curare alcuni interessi di famiglia, vi rimase per circa quattordici anni. Tornò a Ferentino, dopo la morte di sua moglie Rosa Calacci, avvenuta nel 1922 negli Stati Uniti. Tornato a Ferentino, nel 1923, trovò il suo patrimonio di famiglia dilapidato, in particolar modo si trovò privato del diritto di nomina di un abate della chiesa di San Pietro Ispano in Bauco (attuale Boville Ernica), allora patronato di famiglia dei marchesi Filonardi. Questo diritto di nomina di un abate fu esercitato per ultimo da suo padre Alessandro, nel 1850, quindi Antonio citò in giudizio l'attuale parroco abate D. Mattia Picarazzi, allora parroco della Chiesa di San Pietro Ispano in Bauco, e con esso anche l'attore della nomina in oggetto.

"La motivazione della causa, era il rigetto della nomina dell'Abate D. Mattia Picarazzi, così dall'atto: "In Nome di Sua Maestà Vittorio Emanuele III° per grazia di Dio e per volontà della Nazione Re d'Italia. Il Tribunale di Frosinone, nella causa civile iscritta al N° 917 del relativo registro per l'anno 1923, tra Antonio Filonardi Tibaldeschi, fu Alessandro, domiciliato a Ferentino ed elettivamente in Frosinone nello studio legale del sig. Avvocato Odovardo Di Torrice, e Picarazzi D. Mattia fu Vincenzo Abate e parroco della Chiesa si S,. Pietro Ispano di Boville Ernica, domiciliato elettivamente in Frosinone nello studio legale del sig. Avvocato Mario Carbone procuratore che lo rappresenta e difende. Il sig. avv. Di Torrice con una prima comparsa conclude: che piaccia all'illustrissimo Tribunale di Frosinone, ogni contraria istanza, di accogliere la domanda attrice annullando la nomina e presentazione di Don Mattia Picarazzi a Parroco di San Pietro Ispano di Boville Ernica perché illegalmente fatta".
Antonio si sposò in seconde nozze con Reali Maria da cui nacque Claudio, nato a Ferentino nel 1924, che sposò Reali Alberta da cui nacquero Anna, nata a Ferentino nel 1951, e Antonio, nato a Ferentino nel 1959. Antonio si è sposato con Maria Luisa Scacchi e ha due figli: Claudia, nata ad Anagni nel 1990, e Francesco Maria, nato a Frosinone nel 2010.
Il ramo tuttora in vita di questa antica famiglia, derivante da Marco Tullio Filonardi (figlio di Giacomo di Bauco), nipote ed erede del cardinale Ennio Filonardi (fidecommesso famiglia Filonardi) è quello tuttora presente a Ferentino, che nella metà del XVIII secolo venne denominato Filonardi Tibaldeschi con la discendenza attuale di Luigi (figlio di Antonio Filonardi Tibaldeschi e Rosa Calacci), nato a Ferentino il 1 gennaio 1908 e morto nel 1982, da cui: Carlo Filonardi Tibaldeschi nato il 12 Luglio 1946 in Torri in Sabina (RI), e morto a Frosinone l'8 novembre 2018, da cui: Pietro Filonardi Tibaldeschi nato a Ferentino il 10 gennaio 1966.

### Stemma Filonardi
Per quando riguarda lo stemma esso può definirsi la sintesi figurativa delle opere compiute dal cardinale Ennio Filonardi al servizio di ben otto papi e imperatori. Oltre alle armi della sua famiglia, tre fili azzurri in campo d'oro, ebbe da Giulio II la possibilità di inquartare le armi dei "Della Rovere" la quercia d'oro in campo rosso; dall'imperatore Massimiliano I ebbe la concessione di accollare ed inquartare l'aquila bicipite imperiale nello stemma Filonardi concessagli per sé e successori, oltre al titolo di marchese per sé e successori, con diploma dato il 20 dicembre 1513 in Asburgo. Infine dopo la nomina a cardinale da parte di Paolo III, però per sé solo, poté porre sul capo del suo stemma le armi Farnese, d'azzurro a sei gigli d'oro.